# کرچک‌هندیان
کرچک‌هندیان (نام علمی: Crotoneae) نام یک تبار از زیرخانواده کرچک‌هندی‌واران است.